# Le Bec-Hellouin
Le Bec-Hellouin is een gemeente in het Franse departement Eure (regio Normandië). De plaats maakt deel uit van het arrondissement Bernay. Het dorp is lid van Les Plus Beaux Villages de France. Le Bec-Hellouin telde op 1 januari 2022 378 inwoners.

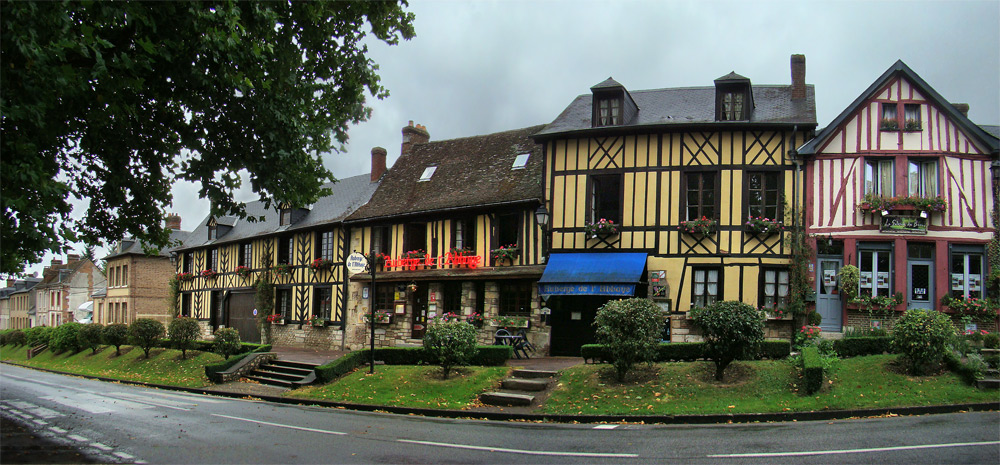
Le Bec-Hellouin
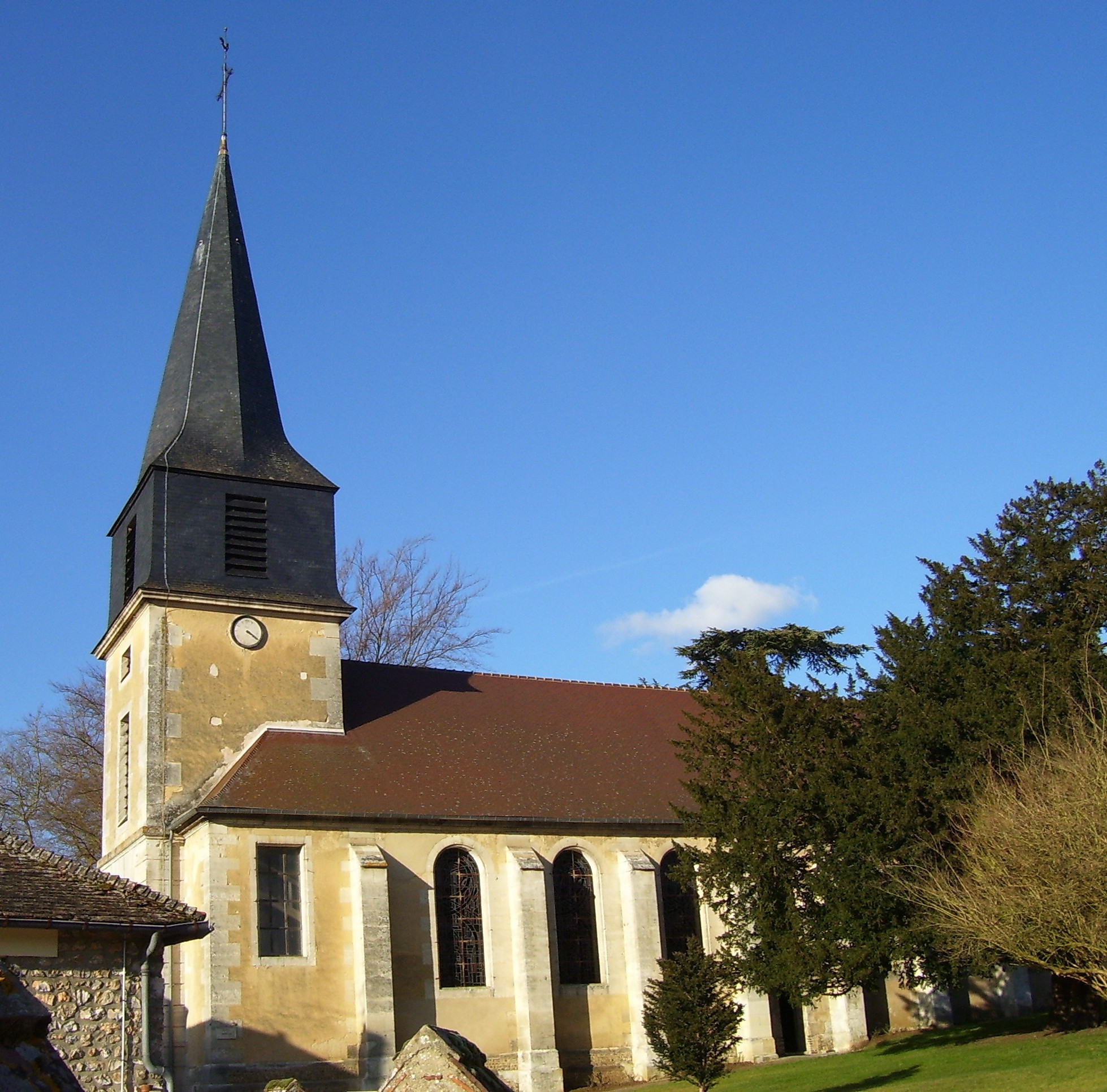
Kerk van St. André
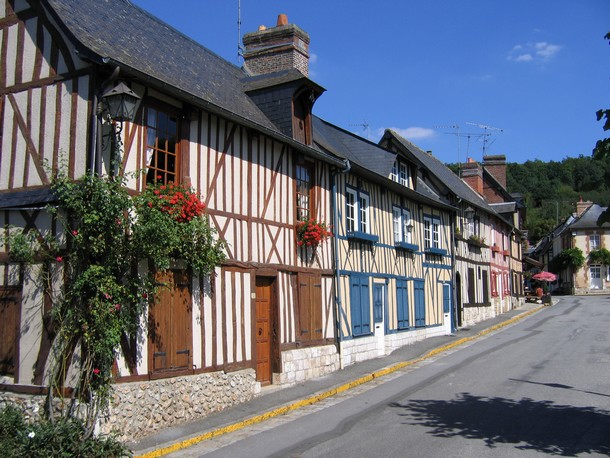
Le Bec-Hellouin
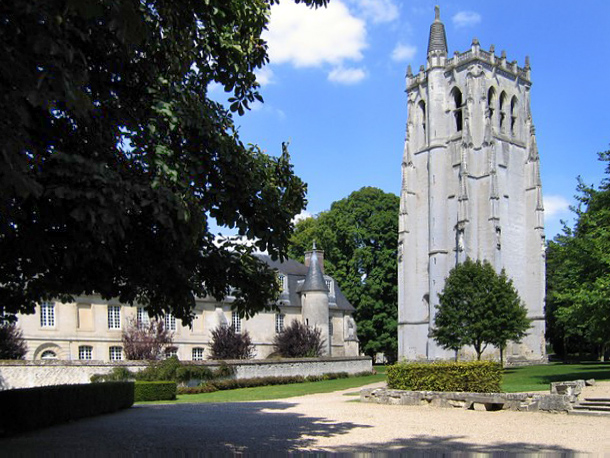
Toren van St. Nicolas

## Geografie
De oppervlakte van Le Bec-Hellouin bedraagt 9,55 vierkante kilometer; de bevolkingsdichtheid is 39,6 inwoners per km².

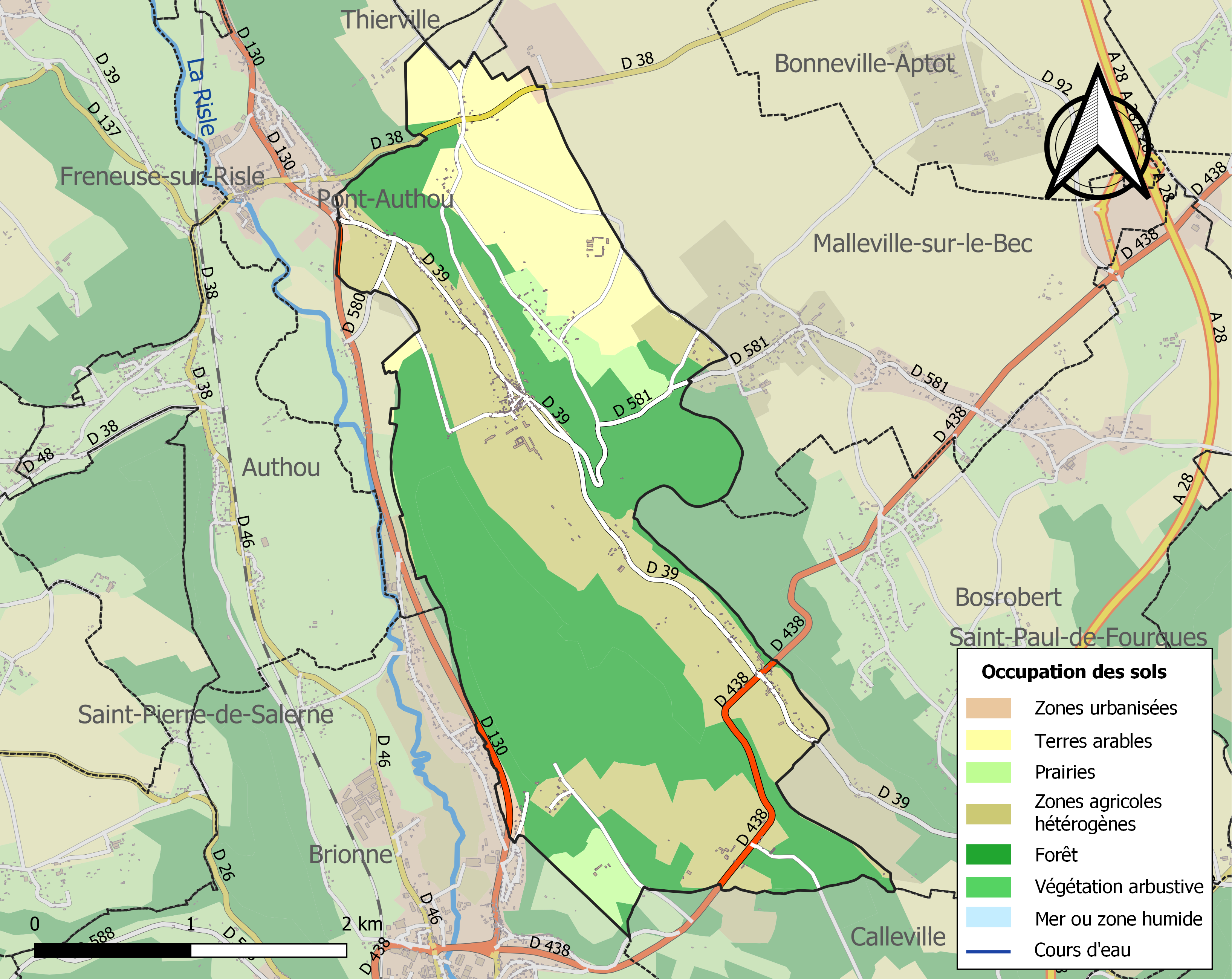
Kaart van de gemeente met belangrijkste infrastructuur, bodemgebruik en omliggende gemeenten

## Demografie
Onderstaande figuur toont het verloop van het inwonertal (bron: INSEE-tellingen).